# Собор Богоматери Кармельской (Северные Марианские Острова)
Собор Богоматери Кармельской (англ. Cathedral The Our Lady of Mount Carmel) — кафедральный собор римско-католической церкви на Северных Марианских островах. Является резиденцией епископа епархии Чалан-Каноа. Собор находится в поселении Чалан Каноа на острове Сайпан. 
Это один из множества соборов, посвященных Богоматери Кармельской. Главный храм находится в Израиле, на горе Кармель и называется Стелла Марис. Епископом Собора Богоматери Кармельской на Северных Марианских Островах является Райан П. Хименес.

## История
С 1521 до 1899 года испанские колонизаторы проводили католизацию коренного населения — чаморро.
Самый первый кафедральный собор находился на острове Сайпан, в городе Гарапане с 1907 по 1944 год. Собор носил название исп. Guma’ Yu’us Bithen de Carmen. Во время Второй Мировой Войны японцы устроили в нём склады боеприпасов, и собор был полностью разрушен американской авиацией в 1944 году во время битвы за Сайпан. Жители острова приспособили под временное место поклонения старую мэрию Сайпана, первоначально расположенную рядом с почтовым отделением Чалан Каноа. В 1947 году был поднят вопрос о строительстве нового католического собора. 14 декабря 1949 года собор был открыт на новом месте, в поселении Чалан Каноа. Статуя Богоматери из старого храма не была найдена, поэтому в храме была установлена статуя Иисуса, оставшаяся неповреждённой во время супертайфунов Джин (1968) и Ким (1986).